# Kazankathedraal (Sint-Petersburg)
De Kazankathedraal (Russisch: Казанский собор, Kazanskij Sobor, of Каза́нский кафедра́льный собор, Kazanskij Kafedralnij Sobor) is een kathedraal aan de Nevski Prospekt in Sint-Petersburg. Op het Kazanplein aan de Nevski Prospekt heeft men via het Gribojedovkanaal een uitzicht op de Kerk van de Verlosser op het Bloed.
De kathedraal is vernoemd naar de icoon van de Madonna van Kazan, die in 1579 werd gevonden in de stad Kazan. Deze icoon is een van de meest vereerde iconen in het Russisch-orthodoxe geloof en zou Rusland geholpen hebben de Tijd der Troebelen en de inval van Napoleon te overleven.

## Interieur
Het interieur is versierd door de beste kunstenaars uit de 19e eeuw, onder wie de schilder Alexander Ivanov. De kathedraal heeft een marmeren vloer en rode granieten zuilen, die uit één stuk gemaakt zijn. De iconostase is relatief simpel en bestaat maar uit één rij met daarboven een boog. De originele zilveren iconostase, naar een ontwerp van Konstantin Thon uit 1920, is weggehaald door de bolsjewieken. In de kerk is nog altijd een versie van de icoon van de Madonna van Kazan aanwezig.
In de Kazankathedraal bevindt zich ook het graf van veldmaarschalk Koetoezov. Aan de muur boven het graf bevinden zich de sleutels van 8 vestingen, waaronder Geertruidenberg en Breda, en 17 steden, waaronder Brussel.

## Geschiedenis
Tsaar Paul I, de zoon van Catharina de Grote, gaf in 1800 de opdracht om de kathedraal te bouwen op de plaats van een kleine kerk om de standplaats te worden van de icoon.
Het ontwerp van de kathedraal is gemaakt door de Russische architect Andrej Voronichin. Hij baseerde zich daarbij op het ontwerp van de Sint-Pietersbasiliek in Rome. De bouw startte in 1801 en was 10 jaar later afgerond. Vele orthodoxe gelovigen waren niet blij met deze verwijzing naar het rooms-katholieke geloof. Dit ontwerp was echter een truc van de architect. De kerkelijke gebruiken schrijven voor dat het altaar naar het oosten gericht moet zijn. Daarom moet de ingang aan de westkant van de kathedraal liggen. Door deze eisen zou de kathedraal met zijn zijkant naar de Nevski Prospekt komen te liggen. Het toevoegen van de zuilencolonnade aan de noordkant zorgt voor noodzakelijke grandeur van de kathedraal ten opzichte van de belangrijkste straat van de stad.
Toen Napoleon in 1812 Rusland binnenviel en zelfs Moskou bezette, smeekte veldmaarschalk Michail Koetoezov de Madonna van Kazan om hulp. Koetoezov overwon Napoleon en achtervolgde hem zelfs tot in Parijs. De kathedraal kreeg nu een andere functie als monument voor de overwinning. In 1837 werden op het plein voor de kathedraal, aan de Nevski Prospekt, standbeelden neergezet voor Koetoezov en generaal Michail Barclay de Tolly.
Na de Russische Revolutie werd de kathedraal gesloten. In 1932 werd het gebouw heropend als de nieuwe huisvesting voor het Museum van de Geschiedenis van Religie en Atheïsme. Pas in 1998, na de val van de Sovjet-Unie, werden weer erediensten gehouden, en in 2002 werd de kathedraal teruggegeven aan de Russisch-orthodoxe kerk.

## Afbeeldingen

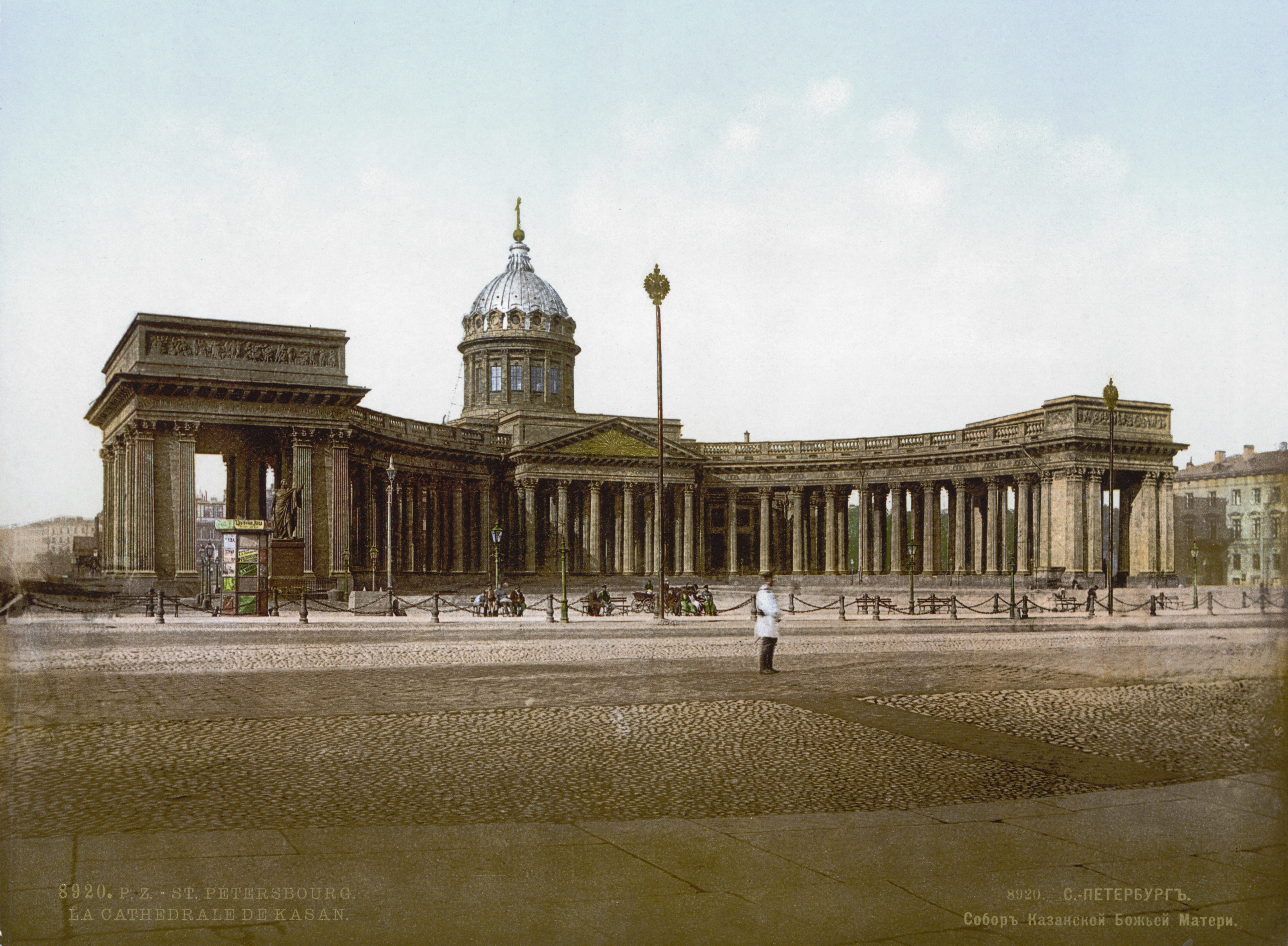
De Kazankathedraal rond 1890
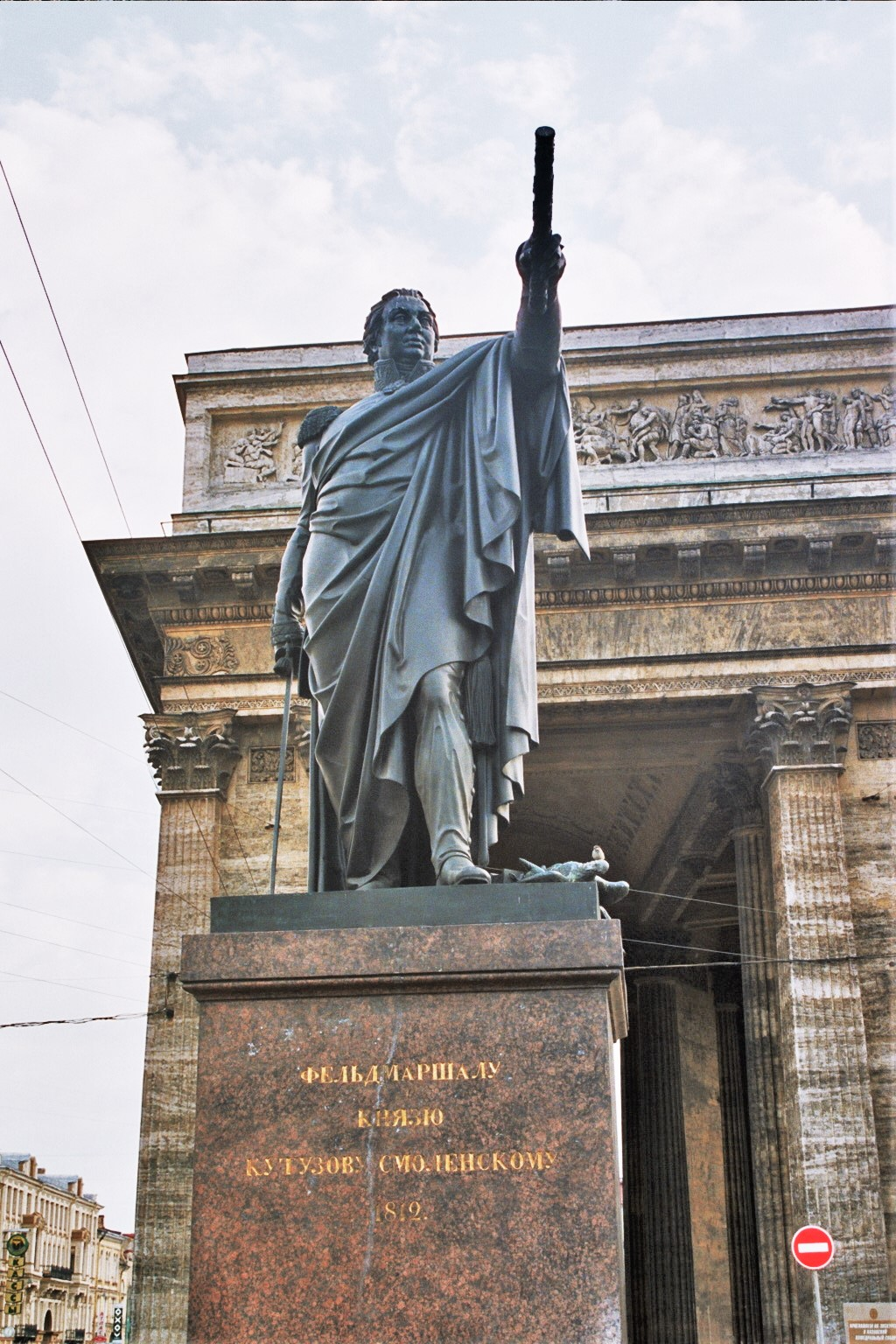
Monument voor veldmaarschalk Michail Koetoezov op het plein voor de kathedraal
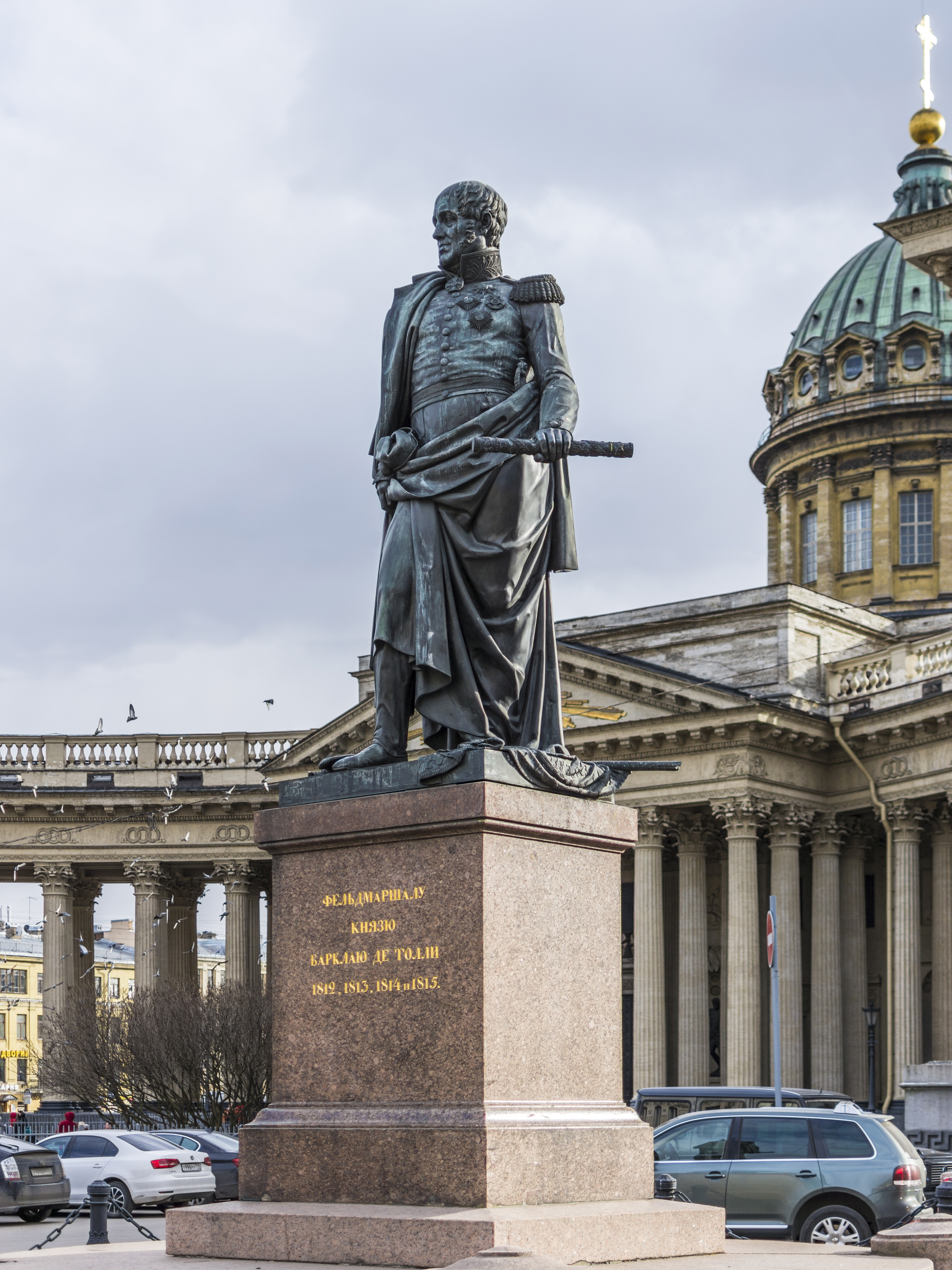
Monument voor generaal Michail Barclay de Tolly op het plein voor de kathedraal